# Лепручей (ручей, впадает в Белое море)
Лепручей — ручей в России, протекает по территории Куземского сельского поселения Кемского района Республики Карелии. Длина ручья — 18 км.
Ручей берёт начало из ламбины без названия на высоте 43,5 м над уровнем моря и далее течёт преимущественно в юго-восточном направлении по заболоченной местности.
Ручей в общей сложности имеет три малых притока суммарной длиной 4,0 км.
Впадает в губу Воньгу Белого моря.
В верхнем течении Лепручей пересекает линию железной дороги Санкт-Петербург — Мурманск.
Населённые пункты на ручье отсутствуют.
Код объекта в государственном водном реестре — 02020000712102000002193.